# Gerdberndia nubigena
Gerdberndia nubigena là một loài bọ cánh cứng trong họ Cerambycidae.